# Tanjung Kurung (Semidang Aji)
Tanjung Kurung is een bestuurslaag in het regentschap Ogan Komering Ulu van de provincie Zuid-Sumatra, Indonesië. Tanjung Kurung telt 877 inwoners (volkstelling 2010).